# Таксист (фильм, 2017)
«Таксист» (кор. 택시운전사 Тэкси Унджонса) — южнокорейский кинофильм 2017 года режиссёра Чан Хуна, в главных ролях Сон Кхан Хо и Томас Кречман.
Основанный на реальной истории, фильм рассказывает о водителе такси из Сеула, который непреднамеренно участвует в событиях Восстания в Кванджу в 1980 году. Он основан на общении немецкого журналиста Юргена Хинцпетера с южнокорейским таксистом Ким Са Боком. Поскольку личность и настоящее имя Кима были неизвестны во время создания фильма (Хинцпетер знал его только как «Ким Ман Соб»), большинство элементов, касающихся его жизни и событий, которые произошли с ним за пределами Кванджу, являются вымышленными.
В Южной Корее фильм был выпущен 2 августа 2017 года. Он был положительно воспринят критиками, которые высоко оценили его уникальный подход к событиям Восстания в Кванджу, эмоциональный вес, а также главного героя и его отношения с Хинцпетером, и был выбран в качестве южнокорейской заявки на «Оскар» за лучший фильм на иностранном языке в 2018 году. Фильм имел заметный коммерческий успех, став вторым самым кассовым фильмом 2017 года в Южной Корее, и в настоящее время является одиннадцатым самым кассовым южнокорейским фильмом в истории.

## Сюжет
1980 год. Вдовец Ким Ман Соб работает таксистом в Сеуле и воспитывает дочь. Однажды он слышит, как другой таксист рассказывает об иностранном клиенте, который забронировал его для поездки стоимостью 100 000 вон. Клиент намерен отправиться в Кванджу на день и вернуться в Сеул до комендантского часа. Ким хитростью перехватывает клиента.
Клиентом оказывается Юрген Хинцпетер — западногерманский журналист, который хочет осветить растущие гражданские беспорядки в Кванджу. Из-за строгой цензуры иностранным журналистам запрещён въезд в страну. Юрген представляется миссионером, чтобы попасть в Южную Корею.
Двое мужчин обнаруживают, что все дороги, ведущие к Кванджу, заблокированы и тщательно охраняются солдатами. Ким пытается убедить Юргена, что они должны вернуться в Сеул, но журналист отказывается платить 100 000 вон, если они не достигнут Кванджу. Им удается доехать до города, обманув солдат и сказав им, что Юрген важный иностранный бизнесмен.
В Кванджу они обнаруживают, что все магазины закрыты, а улицы пустынны. Ким отрицает серьёзность происходящих событий в городе, поскольку он считает, что недавние беспорядки были вызваны студентами, которые только и делают, что протестуют. Юрген начинает снимать всё на камеру.
Мужчины встречают группу студентов, которые едут на грузовике. Лидер группы, Ён Пхё, приглашает Юргена на борт. Они также знакомятся со студентом Джэ Сиком, который знает английский. Ким говорит, что будет ехать за ними, но вместо этого решает повернуть назад, не желая, чтобы его такси было повреждено во время беспорядков. По пути он жалеет старуху, которая ищет сына, и отвозит её в местную больницу. Сыном женщины оказывается Ён Пхё, который находится в больнице с незначительными травмами. Студенты вместе с Юргеном ругают Кима за его эгоизм, не позволяют журналисту заплатить ему, пока он не выполнит оговорённую поездку.
Ким соглашается провести Юргена и Джэ Сика (исполняющего обязанности переводчика) через Кванджу. Местные протестующие приветствуют иностранного репортёра и дают им еду и подарки. Юрген снимает на камеру, как солдаты жестоко избивают демонстрантов. Офицеры Командования обороны (DSC) в штатском видят, что иностранец снимает беспорядки, и пытаются арестовать его, но троице удаётся сбежать.
Внезапно такси Кима ломается, и Тхэ Су, один из местных таксистов, буксирует его в свою мастерскую. Ким расстраивается, что его маленькая дочь дома одна и он не может связаться с ней, так как телефонные линии Кванджу оборваны. Тхэ Су позволяет мужчинам остаться в его доме на ночь.
Во время ужина они слышат взрывы и обнаруживают, что телевизионная станция горит. Юрген, Ким, Джэ Сика и Тхэ Су, как и множество других жителей, направляются туда, и Юрген снимает возникшие столкновения и жестокость усмирителей. Тхэ Су теряется, а офицеры узнают Юргена и преследуют троицу. Взяв в плен Джэ Сика, офицеры требуют, чтобы Юрген отдал им плёнки и камеру. Ким подвергается нападению со стороны лидера DSC, который обвиняет водителя в том, что он коммунист. Юрген спасает Кима, и они бегут обратно в дом Тхэ Су.
На рассвете Тхэ Су даёт Киму поддельные номерные знаки Кванджу, поскольку солдаты ищут сеульское такси. В одиночку Ким едет в соседний город Сунчхон, где он слышит разговоры людей в кафе о событиях в Кванджу: СМИ ложно утверждают, что хаос был вызван «преступными группами и мятежниками». Он переполнен чувством вины и едет обратно в больницу Кванджу, где находит шокированного Юргена и Тхэ Су, который плачет над трупом Джэ Сика. Ким напоминает Юргену о его обещании показать миру, что происходит в Южной Корее, и призывает его продолжать снимать.
Они снимают улицу, где солдаты беспощадно стреляют в мирных жителей. Ким и другие таксисты используют свои машины, чтобы закрыть гражданских от огня солдат и вывозить раненых, но солдаты продолжают стрелять на поражение.
Ким и Юрген едут в Сеул по просёлочной дороге и натыкаются на блокпост. Ким заявляет, что он увозит иностранного бизнесмена от беспорядков. Молодой сержант обыскивает машину и находит номерные знаки из Сеула, но умалчивает о своей находке и приказывает пропустить такси. В этот момент солдаты получают приказ не выпускать из Кванджу любых иностранцев, но Киму удаётся пробиться через заграждение. Их со стрельбой преследуют джипы DSC. Но таксисты из Кванджу, среди которых Тхэ Су, выезжая на шоссе и блокируя машины службы безопасности, спасают машину Кима. Некоторые таксисты погибают, а Тхэ Су в итоге жертвует собой, чтобы позволить Киму и Юргену убежать.
Двое мужчин добираются до аэропорта и прощаются друг с другом. Юрген спрашивает у Кима его имя и номер телефона, поскольку он хочет вернуться в Южную Корею позже, чтобы встретиться с ним ещё раз. Ким колеблется, но затем записывает имя и номер телефона в блокноте Юргена. Журналист благополучно покидает страну. Ким счастливо воссоединяется со своей дочерью.
Репортаж Юргена о событиях в Кванджу распространяются по всему миру. Через некоторое время Юрген возвращается в Корею и ищет «Ким Са Бока», но понимает, что тот специально написал ему неверное имя и номер телефона.
Спустя 23 года Юрген получает награду в Южной Корее за репортаж о Восстании в Кванджу. В своей речи он выражает благодарность «Ким Са Боку» и надеется увидеть его снова. Ким, всё ещё работающий водителем такси, читает газетную статью о речи Юргена, включая слова благодарности ему. Ким шепчет, что он более благодарен Юргену и что он тоже скучает по нему.
В эпилоге говорится, что Юрген пытался найти Кима и умер в 2016 году, так и не встретившись с ним снова. Фильм заканчивается кадрами с настоящим Юргеном, который благодарит «Ким Са Бока».

## В ролях

### Основные персонажи
- Сон Кхан Хо — Ким Ман Соб (Ким Са Бок)

Овдовевший таксист, который живёт со своей одиннадцатилетней дочерью в небольшом доме. Он обычный работяга, который заботится только о средствах к существованию своей семьи и не интересуется политическими вопросами. Персонаж в значительной степени основан на реальном таксисте Ким Са Боке, который переправил Юргена Хинцпетера в Кванджу. Ким оставался вне поля зрения общественности до выпуска «Таксиста», но в сентябре 2017 года после огромного успеха фильма в Южной Корее личность Кима была окончательно подтверждена его сыном, Ким Сын Пхилом. Младший Ким поделился с журналистами фотографией Юргена Хинцпетера с отцом и сообщил, что его отец умер от рака в 1984 году, через четыре года после событий в Кванджу.
- Томас Кречман — Юрген Хинцпетер

Немецкий репортёр из ФРГ Юрген Хинцпетер (1937—2016) был единственным иностранным журналистом, который снимал и освещал беспорядки в Кванджу.

### Вспомогательные персонажи
- Ё Хэ Джин — Хван Тхэ Су, отзывчивый таксист Кванджу
- Рю Джун Ёль — Гу Джэ Сик, наивный студент, который знает английский
- Пак Хюк Квон — репортёр Чхве
- Ум Тхэ Гу — сержант первого класса Пак
- Ё Ын Ми — Ын Джон, дочь Ким Ман Соба
- Чхве Гви Хва — лидер Командования обороны (DSC) в штатском
- Чха Сун Бэ — таксист Чха
- Шин Дам Су — таксист Шин
- Рё Сон Хён — таксист Рё
- Пак Мин Хи — Кхвон Джун Рён
- Ли Джон Ын — жена Хван Тхэ Су
- Ён Сок Хо — сын Хван Тхэ Су
- Кхвон Сун Джун — Кхан Сан Гу
- Ли Бон Рён — беременная женщина в Сеуле
- Хо Джон До — муж беременной женщины в Сеуле
- Ли Хо Чхол — Хон Ён Пхё
- Ли Ён Йи — жена Хон Ён Пхё
- Хан Гын Суп — протестующий студент
- Хон Ван Пхё — протестующий студент

### Специально приглашённые актёры
- Кхо Чхан Сок — отец Кхан Сан Гу
- Джон Хе Джин — мать Кхан Сан Гу
- Джун Джин Ён — репортёр Ли
- Рю Тхэ Хо — директор газеты Кванджу
- Джон Сок Ён — президент автоцентра в Сеуле

## Съёмки
Съёмки начались 5 июня и закончились 24 октября 2016 года.

## Релиз
В Южной Корее фильм был выпущен 2 августа 2017 года. В тот же день фильм был показан на Международном кинофестивале Fantasia в Монреале, где Сон Кхан Хо был назван лучшим актёром.
Дистрибьютор Showbox заявил, что фильм выйдет в Северной Америке 11 августа, в Австралии и Новой Зеландии — 24 августа, в Великобритании — 25 августа, в азиатских странах, включая Гонконг, Тайвань и Японию, — в сентябре.
Эдельтраут Брамштадт, вдова Юргена Хинцпетера, посетила Сеул во время премьерного проката фильма и посмотрела его 13 августа 2017 года вместе с президентом Южной Кореи Мун Чжэ Ин. Один из чиновников Синего дома сказал: «Фильм показывает, как усилия иностранного репортёра способствовали демократизации Кореи. Президент Мун увидел фильм в честь Хинцпетера в отношении того, что он сделал для нашей страны». После просмотра фильма президент Мун отметил: «Правда о восстании до конца не раскрыта. Это задача, которую мы должны решить. Я верю, что этот фильм поможет решить её».

## Восприятие
«Таксист» получил положительные отзывы. Сайт агрегации обзоров Rotten Tomatoes дал фильму рейтинг одобрения 96 % на основе 26 обзоров, со средним рейтингом 7,3 из 10. На Metacritic, который присваивает нормализованный рейтинг на основе обзоров, фильм имеет оценку 69 из 100, основанную на 7 критических обзорах, что указывает на «в целом благоприятные отзывы».
Мэгги Ли из Variety пишет: «Повторяя роль американского корреспондента Сиднея Шанберга в „Полях смерти“, Хинцпетер прибывает в Корею как диссидент-новичок, а не как защитник правосудия. Сначала Кречман играет его с непривлекательной холодной эффектностью, рассматривая своего водителя и других корейцев как простой инструмент для своего репортажа. Впечатляет, что в его личности не происходит мгновенных изменений. Скорее, актёр сохраняет определённое хладнокровие, даже несмотря на свою страсть и привязанность к демократии. Последнее расставание искренне трогательно, так как теперь двое мужчин относятся друг к другу как равные».
Шери Линден из The Hollywood Reporter в своём позитивном обзоре фильма написала: «Неожиданным и удивительным образом водитель такси задействует симбиотические отношения между иностранным корреспондентом и местными жителями. … Фильм Чана наполнен моментами напряжённого ожидания и быстрых действий … Спокойствие и смех среди ужаса прекрасно подчеркивают то, как обычные жизни попадают в перекрестье истории».

### Сборы
По данным Корейского совета по кинематографии (KOFIC), в первый день выхода было продано 698 090 билетов, что принесло 4,5 млн долл. США. Фильм был доступен на 1446 экранах и был показан 7068 раз по всей Южной Корее. К полудню второго дня показа фильм прошёл отметку в миллион зрителей.
На третий день общая аудитория удвоилась до двух миллионов зрителей. Число зрителей продолжало расти, число проданных билетов увеличилось до 4 млн к четвёртому дню проката.
«Таксист» заработал 30,7 млн долл. США за пять дней. Он, как и «Битва за Мён Рян» и «Кунхам: Пограничный остров», собрал 4 млн зрителей за первые пять дней проката. В конце первой недели фильм посмотрело более 5 млн зрителей. На одиннадцатый день с момента выхода фильма зарегистрировано более 7 млн зрителей.
«Таксист» стал самым популярным южнокорейским фильмом в 2017 году менее чем через две недели после его премьеры и привлёк более 8 млн зрителей. К 15 августа 2017 года он собрал 62,7 млн долл. США.
К 20 августа, всего за 19 дней с момента выхода фильма, «Таксист» увидели уже 10 млн зрителей. Фильм собрал 73 млн долл. США. «Таксист» также стал первым фильмом 2017 года и пятнадцатым корейским фильмом, преодолевшим рубеж в 10 миллионов зрителей. Также это третий фильм с актёром Сон Кхан Хо, который посмотрело более 10 млн зрителей.
Фильм возглавлял кассу Южной Кореи в течение трёх выходных подряд. К 28 августа фильм привлёк 11,4 млн зрителей. По словам дистрибьютора, по состоянию на 9 сентября 2017 года общая посещаемость фильма превысила отметку в 12 млн, что сделало его десятым самым просматриваемым местным фильмом всех времён в Южной Корее.

### Реакция в Китае
«Таксист» не выпущен в какой-либо форме в материковом Китае, хотя был показан 21 сентября 2017 года в Гонконге, специальном административном районе Китая. Фильм получил тёплые отклики на китайском кино-сайте Douban, где он имел высокий рейтинг пользователей. Однако вечером 3 октября 2017 года фильм был полностью удалён с китайского кинопортала. Возможно, причина в том, что в ряде рецензий содержание фильма сравнивалось с Событиями 4 июня 1989 года — протест, который строго подвергается цензуре в СМИ в Китае.

## Награды и номинации
| Премия                                         | Категория                                           | Номинант                   | Результат | Прим.                |
| ---------------------------------------------- | --------------------------------------------------- | -------------------------- | --------- | -------------------- |
| 26-й Buil Film Awards                          | Лучший фильм                                        | «Таксист»                  | Победа    | [ 53 ]               |
| 26-й Buil Film Awards                          | Лучший актёр                                        | Сон Кхан Хо                | Победа    | [ 53 ]               |
| 26-й Buil Film Awards                          | Лучший оператор                                     | Го Нак Сон                 | Номинация | [ 53 ]               |
| 26-й Buil Film Awards                          | Лучшая музыка                                       | Чо Ён Ук                   | Номинация | [ 53 ]               |
| 26-й Buil Film Awards                          | Лучшая арт-дирекция                                 | Чхо Хва Сун и Джон Йи Джин | Номинация | [ 53 ]               |
| 26-й Buil Film Awards                          | Приз жюри                                           | Чан Хун                    | Победа    | [ 53 ]               |
| 21-й Fantasia International Film Festival      | Лучший актёр                                        | Сон Кхан Хо                | Победа    | [ 54 ]               |
| 54-й Grand Bell Awards                         | Лучший фильм                                        | «Таксист»                  | Победа    | [ 55 ]               |
| 54-й Grand Bell Awards                         | Лучший режиссёр                                     | Чан Хун                    | Номинация | [ 55 ]               |
| 54-й Grand Bell Awards                         | Лучший актёр                                        | Сон Кхан Хо                | Номинация | [ 55 ]               |
| 54-й Grand Bell Awards                         | Лучший сценарий                                     | Ом Ю На                    | Номинация | [ 55 ]               |
| 54-й Grand Bell Awards                         | Лучшая музыка                                       | Чо Ён Ук                   | Номинация | [ 55 ]               |
| 54-й Grand Bell Awards                         | Лучшая арт-дирекция                                 | Чхо Хва Сун и Джон Йи Джин | Номинация | [ 55 ]               |
| 54-й Grand Bell Awards                         | Лучший художник по костюмам                         | Чхо Сан Кхюн               | Номинация | [ 55 ]               |
| 54-й Grand Bell Awards                         | Лучший оператор                                     | Го Нак Сон                 | Номинация | [ 55 ]               |
| 54-й Grand Bell Awards                         | Лучший монтаж                                       | Ким Сан Бум и Ким Джэ Бум  | Номинация | [ 55 ]               |
| 54-й Grand Bell Awards                         | Техническая премия                                  | «Таксист»                  | Номинация | [ 55 ]               |
| 54-й Grand Bell Awards                         | Лучшее планирование                                 | «Таксист»                  | Победа    | [ 55 ]               |
| 37-й Korean Association of Film Critics Awards | Топ-10 фильмов                                      | «Таксист»                  | Победа    | [ 56 ]               |
| 37-й Korean Association of Film Critics Awards | Лучший актёр второго плана                          | Ё Хэ Джин                  | Победа    | [ 56 ]               |
| 1-й The Seoul Awards                           | Гран-при (фильм)                                    | «Таксист»                  | Номинация | [ 57 ] [ 58 ]        |
| 1-й The Seoul Awards                           | Лучший актёр (фильм)                                | Сон Кхан Хо                | Победа    | [ 57 ] [ 58 ]        |
| 3-й Asian World Film Festival                  | Специальная памятная награда                        | Сон Кхан Хо                | Победа    | [ 59 ] [ 60 ] [ 61 ] |
| 3-й Asian World Film Festival                  | Лучший фильм                                        | «Таксист»                  | Победа    | [ 59 ] [ 60 ] [ 61 ] |
| 3-й Asian World Film Festival                  | Гуманитарная премия                                 | «Таксист»                  | Победа    | [ 59 ] [ 60 ] [ 61 ] |
| 38-й Blue Dragon Film Awards                   | Лучший фильм                                        | «Таксист»                  | Победа    | [ 62 ]               |
| 38-й Blue Dragon Film Awards                   | Лучший режиссёр                                     | Чан Хун                    | Номинация | [ 62 ]               |
| 38-й Blue Dragon Film Awards                   | Лучший актёр                                        | Сон Кхан Хо                | Победа    | [ 62 ]               |
| 38-й Blue Dragon Film Awards                   | Лучший актёр второго плана                          | Ё Хэ Джин                  | Номинация | [ 62 ]               |
| 38-й Blue Dragon Film Awards                   | Лучший новый актёр                                  | Рю Джун Ёл                 | Номинация | [ 62 ]               |
| 38-й Blue Dragon Film Awards                   | Лучший сценарий                                     | Ом Ю На                    | Номинация | [ 62 ]               |
| 38-й Blue Dragon Film Awards                   | Лучшая музыка                                       | Чо Ён Ук                   | Победа    | [ 62 ]               |
| 38-й Blue Dragon Film Awards                   | Лучшая арт-дирекция                                 | Чхо Хва Сун и Джон Йи Джин | Номинация | [ 62 ]               |
| 38-й Blue Dragon Film Awards                   | Приз зрительских симпатий за самый популярный фильм | «Таксист»                  | Победа    | [ 62 ]               |
| 17-й Director’s Cut Awards                     | Особое упоминание                                   | «Таксист»                  | Победа    | [ 63 ]               |
| 17-й Director’s Cut Awards                     | Лучший новый актёр                                  | Чхве Гви Хва               | Победа    | [ 63 ]               |
| 25-й Korea Culture & Entertainment Awards      | Лучший фильм                                        | «Таксист»                  | Победа    |                      |
| 25-й Korea Culture & Entertainment Awards      | Лучший режиссёр (фильм)                             | Чан Хун                    | Победа    |                      |
| 17-й Korea World Youth Film Festival           | Любимый режиссёр                                    | Чан Хун                    | Победа    |                      |
| 17-й Korea World Youth Film Festival           | Любимый актёр для актёра среднего возраста          | Сон Кхан Хо                | Победа    |                      |
| 4-й Korean Film Producers Association Awards   | Лучший актёр                                        | Сон Кхан Хо                | Победа    | [ 64 ]               |
| 12-й Asian Film Awards                         | Лучший актёр второго плана                          | Ё Хэ Джин                  | Номинация | [ 65 ]               |
| 12-й Asian Film Awards                         | Лучшая оригинальная музыка                          | Чо Ён Ук                   | Номинация | [ 65 ]               |
| 54-й Baeksang Arts Awards                      | Гран-при (фильм)                                    | «Таксист»                  | Номинация | [ 66 ]               |
| 54-й Baeksang Arts Awards                      | Гран-при (фильм)                                    | Сон Кхан Хо                | Номинация | [ 66 ]               |
| 54-й Baeksang Arts Awards                      | Лучший фильм                                        | «Таксист»                  | Номинация | [ 67 ]               |
| 54-й Baeksang Arts Awards                      | Лучший режиссёр (фильм)                             | Чан Хун                    | Номинация | [ 67 ]               |
| 54-й Baeksang Arts Awards                      | Лучший актёр (фильм)                                | Сон Кхан Хо                | Номинация | [ 67 ]               |
| 54-й Baeksang Arts Awards                      | Лучший сценарий (фильм)                             | Ом Ю На                    | Номинация | [ 67 ]               |
| 23-й Chunsa Film Art Awards                    | Лучший режиссёр                                     | Чан Хун                    | Номинация | [ 68 ]               |
| 23-й Chunsa Film Art Awards                    | Лучший сценарий                                     | Ом Ю На                    | Номинация | [ 68 ]               |
| 23-й Chunsa Film Art Awards                    | Лучший актёр                                        | Сон Кхан Хо                | Номинация | [ 68 ]               |
| 23-й Chunsa Film Art Awards                    | Лучший актёр второго плана                          | Ё Хэ Джин                  | Номинация | [ 68 ]               |

## Заметки
1. ↑  «Таксист (фильм, 2017)» (англ.) на сайте Rotten Tomatoes. Retrieved January 21, 2019.
2. ↑  Таксист (фильм, 2017) (англ.) на сайте Metacritic. Retrieved September 2, 2017.